# Nordossetisches Naturreservat
Das Nordossetische Naturreservat (russisch Северо-Осетинский заповедник; transkribiert Sewero-Ossetinski Sapowednik) ist ein Naturschutzgebiet in Russland an der Nordflanke des Kaukasus in Nordossetien-Alanien. Das Schutzgebiet ist 295 Quadratkilometer groß und von einer 416 Quadratkilometer großen Pufferzone umgeben.

## Landschaft
Das Naturreservat liegt im Tal des Ardon und reicht von etwa 650 m bis auf über 4.600 m. Der höchste Punkt ist der Wilpata mit 4.646 m. Die Vegetation besteht in den Tallagen aus Buchen, Hainbuchen und Kiefernwäldern, die weiter oben von alpinen Matten und Felsregionen abgelöst werden. Das Klima liegt im Übergangsbereich zwischen Gemäßigter Zone und Subtropen.

## Tierwelt
Die Tierwelt ist vielfältig. Insgesamt 42 Säugetierarten sind vertreten, darunter zahlreiche Großtierarten, wie Kaukasus-Gämse, Ostkaukasischer Steinbock, Maral-Rothirsch, Reh, Wildschwein, Wolf, Luchs und Braunbär. In den 1960er Jahren wurden Wisente wieder angesiedelt, die sich bis in die frühen 1990er Jahre auf etwa 220 Tiere vermehrt hatten. Damals begannen sie nach Ansicht der zuständigen Behörden, die Vegetation negativ zu beeinflussen, indem sie Brombeerbestände und Eiben schädigten. Durch Wilderei wurden die Bestände bis 1998 auf nur etwa 50 Tiere dezimiert. Heute bleibt der Bestand bei etwa 50 Tieren konstant. Die niedrige Zahl beeinflusst die Vegetation weniger, macht die Population jedoch anfälliger für Bedrohungen und gefährdet das langfristige Überleben. Kleinere Raubsäuger sind mit Rotfüchsen, Wildkatzen, Steinmardern, Baummardern, Hermelinen und Mauswieseln ebenfalls artenreich vertreten. In der Region endemisch ist die Prometheus-Maus.
Im Park leben 207 Vogelarten, von denen 18 als bedroht gelten. Fünf davon brüten auch im Schutzgebiet. Dies sind der Bartgeier, der Schmutzgeier, der Steinadler, der Wanderfalke und das Kaukasus-Birkhuhn. Weitere typische Vögel sind darüber hinaus das Kaukasuskönigshuhn, der Berggimpel, der Riesenrotschwanz und der Mauerläufer. Durchzügler sind Graukranich, Bienenfresser, Wachtel, Schwarzmilan, Kaiseradler, Steppenadler, Fischadler und Schlangenadler.
Fünf Reptilien- und drei Amphibienarten kommen vor, darunter die bedrohte Wiesenotter. Einzige Fischart ist die Forelle. Darüber hinaus wurden bisher über 2000 Insektenarten nachgewiesen.

## Tourismus und Schutz
Neben der reichhaltigen Natur befinden sich im Schutzgebiet Ruinen mittelalterlicher Türme. Das Besucherzentrum des Reservats betreut jedes Jahr 5.000 Touristen. Ein großes Problem stellt die Wilderei dar.